# Mastigostyla brevicaulis
Mastigostyla brevicaulis är en irisväxtart som först beskrevs av John Gilbert Baker, och fick sitt nu gällande namn av Robert Crichton Foster. Mastigostyla brevicaulis ingår i släktet Mastigostyla och familjen irisväxter.
Artens utbredningsområde är Bolivia. Inga underarter finns listade i Catalogue of Life.